# Groupement des sapeurs-pompiers militaires
Le Groupement de sapeurs-pompiers militaires (GSPM)  est une unité militaire ivoirienne spécialisée dans la protection des personnes et des biens lors d’événements nécessitant une intervention d’urgence. Il est placé sous l’autorité du ministère de l’Intérieur.

## Historique
Le GSPM est officiellement créé le 1er juillet 1974 par décret le 30 mai 1974,. Le Groupement des sapeurs-pompiers militaires de Côte d’Ivoire fait partie intégrante des Forces armées de Côte d’Ivoire. Il forme corps et relève directement du chef d’état-major général des armées. Il s’agit d’une unité militaire mise à la disposition du ministère chargé de la Sécurité. Sa devise est « Sauver ou périr ».

## Missions
Avant sa création, la lutte contre l’incendie était assurée par une unité basée au camp Mangin, un site militaire situé à l’emplacement actuel de la cathédrale Saint-Paul d’Abidjan. En 1980, cette unité a été transférée à la caserne de l’Indénié, en même temps que la création officielle du GSPM.

## Commandants

### Liste des chefs de corps commandant du GSPM de Côte d’Ivoire
| N° | Image                                  | Commandant                                     | Période                              | Observations                         | Référence |
| -- | -------------------------------------- | ---------------------------------------------- | ------------------------------------ | ------------------------------------ | --------- |
| 1  | Portrait du Capitaine Navazo           | Le Capitaine Navazo                            | 1er janvier 1974 – 6 août 1975       | Brigade de sapeurs-pompiers de Paris |           |
| 2  | Portrait du Commandant Fournier        | Le Commandant Jean Pierre Fournier             | 6 août 1975 – 7 août 1977            | Brigade de sapeurs-pompiers de Paris |           |
| 3  | Portrait du Commandant Jego            | Le Commandant Jego Louis                       | 7 août 1977 – 16 décembre 1980       | Brigade de sapeurs-pompiers de Paris |           |
| 4  | Portrait du Colonel Gueï               | Le Colonel Guei Robert                         | 16 décembre 1980 – 12 décembre 1985  | Premier Ivoirien commandant le GSPM  | [ 5 ]     |
| 5  | Portrait du Colonel Tauthui            | Le Colonel Tauthui Marius                      | 12 décembre 1985 – 1er juin 1991     |                                      |           |
| 6  | Portrait du Lieutenant-colonel Konan   | Le Lieutenant-colonel Konan N’guessan Jerome   | 1er juin 1991 – 1er septembre 1993   |                                      |           |
| 7  | Portrait du Lieutenant-colonel Kouakou | Le Lieutenant-colonel Kouakou Konan Nicolas    | 1er septembre 1993 – 31 octobre 1997 |                                      |           |
| 8  | Portrait du Lieutenant-colonel Amon    | Le Lieutenant-colonel Amon Adja                | 31 octobre 1997 – 2 janvier 2000     |                                      |           |
| 9  | Portrait du Lieutenant-colonel Grah    | Le Lieutenant-colonel Grah Goghoua Blaise      | 2 janvier 2000 – 6 novembre 2004     |                                      |           |
| 10 | Portrait du Lieutenant-colonel Mondun  | Le Lieutenant-colonel Mondun Yapi Simon-Pierre | 6 novembre 2004 – 25 octobre 2007    |                                      |           |
| 11 | Portrait du Colonel Coulibaly          | Le Colonel Adama Coulibaly                     | 25 octobre 2007 – 31 décembre 2011   |                                      |           |
| 12 | Portrait du Général Sakho              | Le Général de Brigade Sakho Issa               | 15 octobre 2012 – 11 janvier 2023    |                                      | [ 6 ]     |
| 13 | Portrait du Colonel Amorissani         | Le Colonel Amorissani Maxime                   | Depuis 11 janvier 2023 –             |                                      | ,         |

## Casernes par groupement et par compagnie
Le GSPM est structuré en plusieurs compagnies réparties sur le territoire ivoirien :
| 1 er groupement d'incendie | 7e compagnie | 1re compagnie                              | 2e compagnie     | 3e compagnie | 4e compagnie                      | 5e compagnie | 6e compagnie | 8e compagnie                |
| -------------------------- | ------------ | ------------------------------------------ | ---------------- | ------------ | --------------------------------- | ------------ | ------------ | --------------------------- |
| 1 er groupement d'incendie | N'Zianouan   | Indénié – Abidjan (carrefour de l'Indénié) | Zone 4 – Abidjan | Bouaké       | Yopougon – Abidjan (Toits Rouges) | Yamoussoukro | Korhogo      | Bingerville - Créée en 2021 |

## Chiffre
Le GSPM a réalisé 23 000 interventions en 2019.

## Administration
Le GSPM est dirigé par le général de brigade, Issa Sakho en 2021. Le colonel Amorissani Maxime est l'actuelle chef du corps depuis 2023.